# Smrk sibiřský
Smrk sibiřský (Picea obovata) je druh smrku rozšířený v severní Asii, především v oblasti Sibiře.

## Popis
Vzhledově se jedná o poměrně variabilní druh. Je to středně velký stálezelený jehličnan, dorůstající výšky 15–35 metrů, s kuželovitou korunou a převislými či deskovitě rozloženými větvemi. Průměr kmene může dosáhnout až 1,5 metru. Mladé větvičky jsou oranžovohnědé, roztroušeně až hustě chlupaté. Jehlice jsou dlouhé 7–20 mm, na průřezu kosočtvercové, jasně zelené až šedozelené barvy, s nenápadnými průduchovými proužky. Jehlice přiléhající k pupenu jsou nápadně vyhnuté směrem ven pod větším úhlem než zbytek jehlic, což je rys, který se objevuje pouze u dvou nebo tří dalších druhů smrků. Šišky jsou kuželovitě válcovité, 5–10 cm dlouhé a 1,5–2 cm široké, zpočátku zelené nebo fialové, později hnědé; dozrávají 4–6 měsíců po opylení a mají tuhé, jemně okrouhlé šupiny.
Od značně podobného smrku ztepilého (Picea abies) se smrk sibiřský liší menšími šiškami, kratšími jehlicemi, chlupatými prýty a právě zaokrouhlenými semennými šupinami na šiškách.

## Rozšíření a ekologie
Mezi smrky má největší areál rozšíření, a to od ruské severovýchodní Evropy a pohoří Ural na západě po Magadanskou oblast a břehy Ochotského moře na východě, a od pohoří Altaj na jihu až po arktickou stromovou hranici na severu. V deltě řeky Leny dosahuje nejsevernější hranice rozšíření v rámci rodu.
Podél vodních toků a na prameništích tvoří dominantu sibiřské "temnochvojné" tajgy, na ostatních stanovištích se vyskytuje jako příměs jedlových, limbových a modřínových porostů. Roste i na permafrostu, který rozmrzá pouze krátce ve své povrchové vrstvě, vydrží i v oblastech s vegetační dobou trvající pouhých 26 dnů. Vyhovuje mu spíše stín až polostín a spokojí se i se středně úživnými půdami.

## Využití
Smrk sibiřský je v Rusku důležitým hospodářským stromem. Dřevo se využívá ke stavebním účelům a na výrobu celulózy. Z jehličí se vyrábí smrkové pivo. Vysazuje se v ochranných pásech lesů a podél cest, význam má též v sadovnictví.
V ČR se s ním lze setkat jen zcela ojediněle, jako sbírkovou dřevinu jej pěstují některá arboreta (např. Dendrologická zahrada v Průhonicích nebo arboretum Mendelovy univerzity v Brně).

## Taxonomie a systematika
Taxonomické postavení smrku sibiřského není zcela vyjasněno a v průběhu doby procházelo různými kontroverzemi. Podle genetických studií je smrk sibiřský velmi blízce příbuzný s evropským smrkem ztepilým (Picea abies), nějakou dobu byly též považovány i za dva poddruhy téhož taxonu. Se smrkem ztepilým se v místech dotyku jejich areálů v severovýchodní Evropě snadno kříží, resp. vytváří přechodové formy mezi oběma taxony. Tyto hybridní populace rostoucí ve veliké oblasti od severovýchodního Norska a severního Finska až po východní Ural se označují jako Picea × fennica (Regel) Komarov, respektive jako Picea abies subsp. ×fennica, pokud by oba rodičovské taxony byly považovány za pouhé poddruhy smrku ztepilého. Od populací smrku sibiřského dále na východ od Uralu se liší šiškami s méně okrouhlými, spíše trojúhelníkovitě zašpičatělými semennými šupinami.

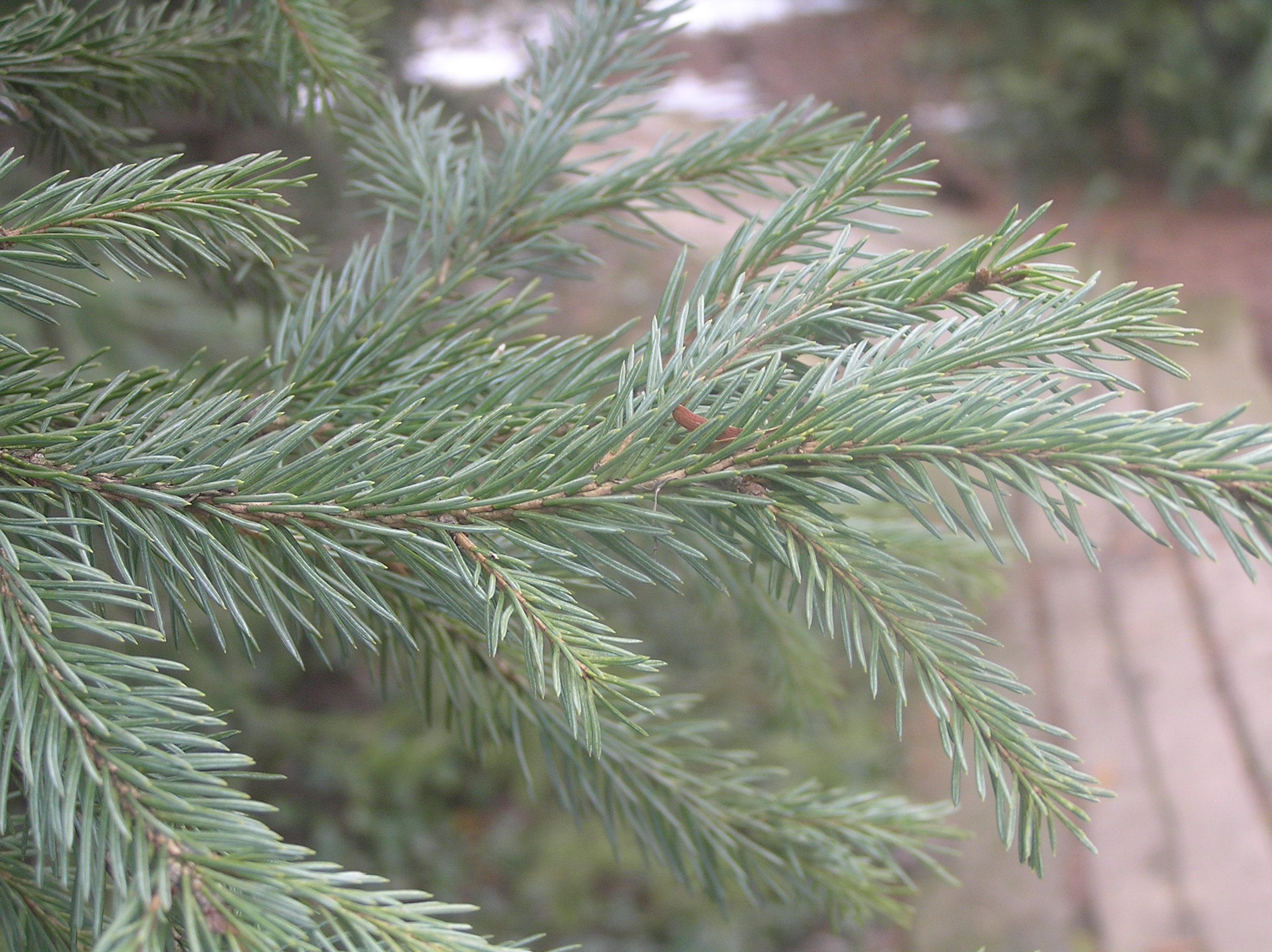
Větévka s jehlicemi
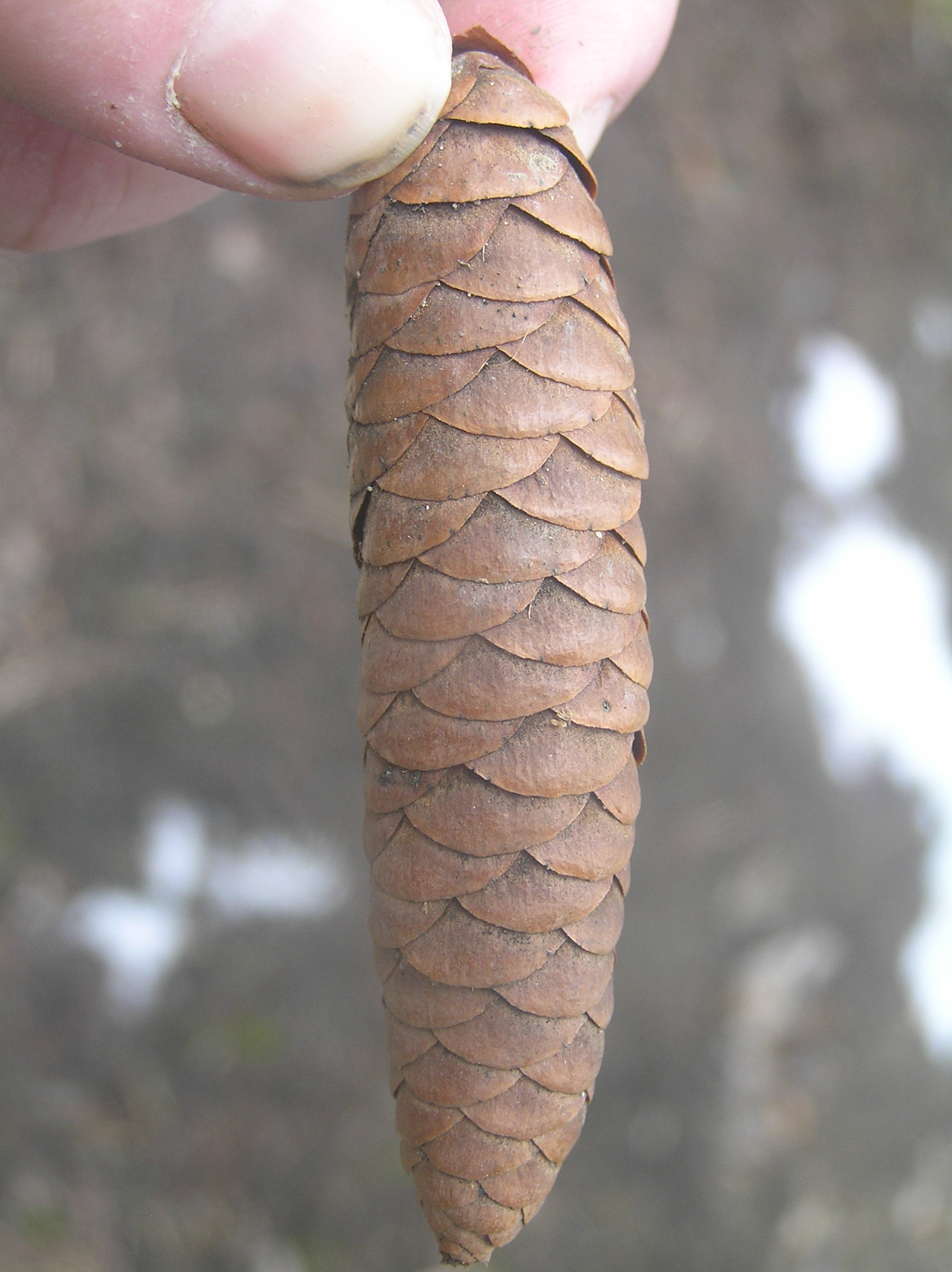
Šiška
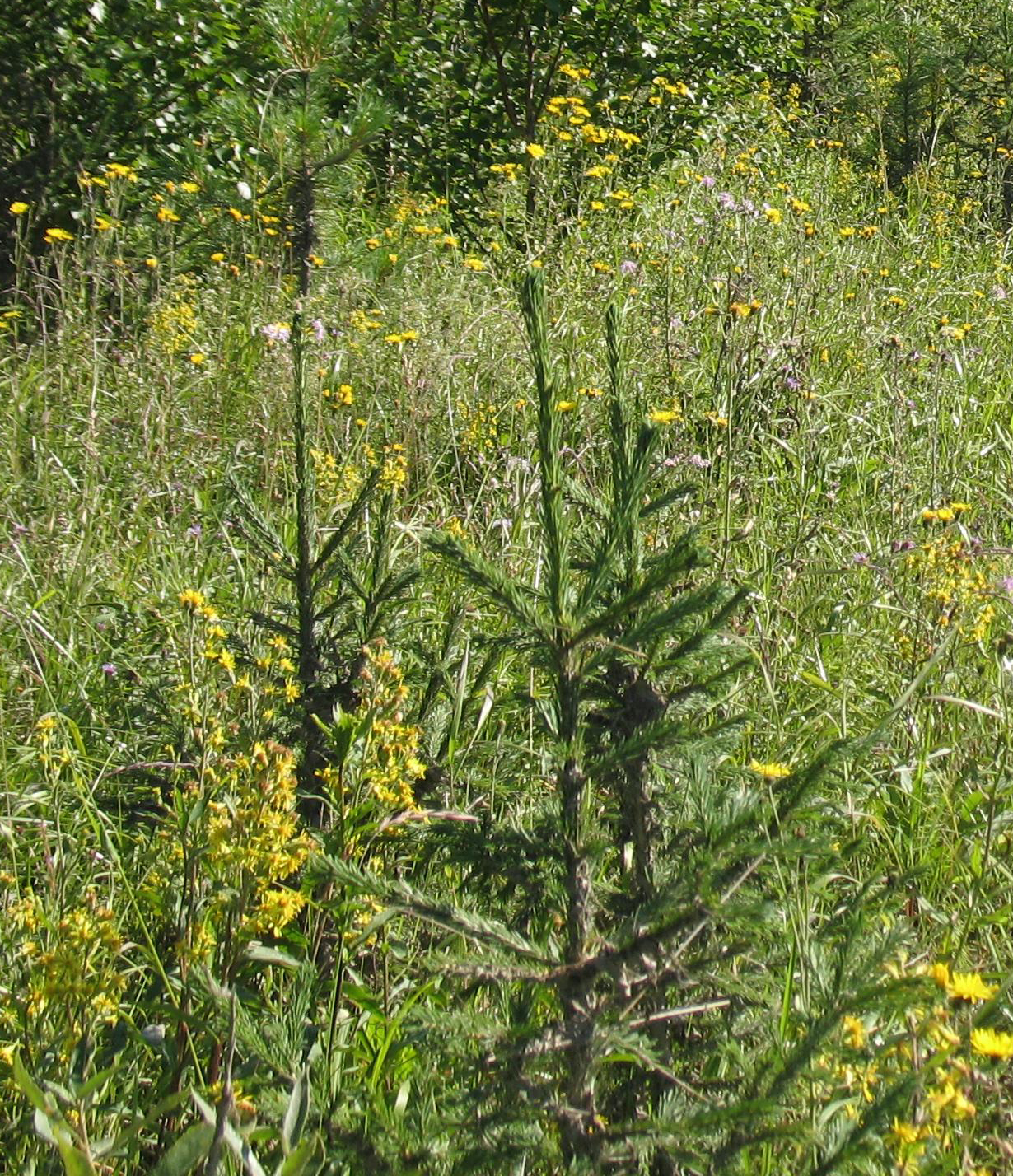
Mladí jedinci
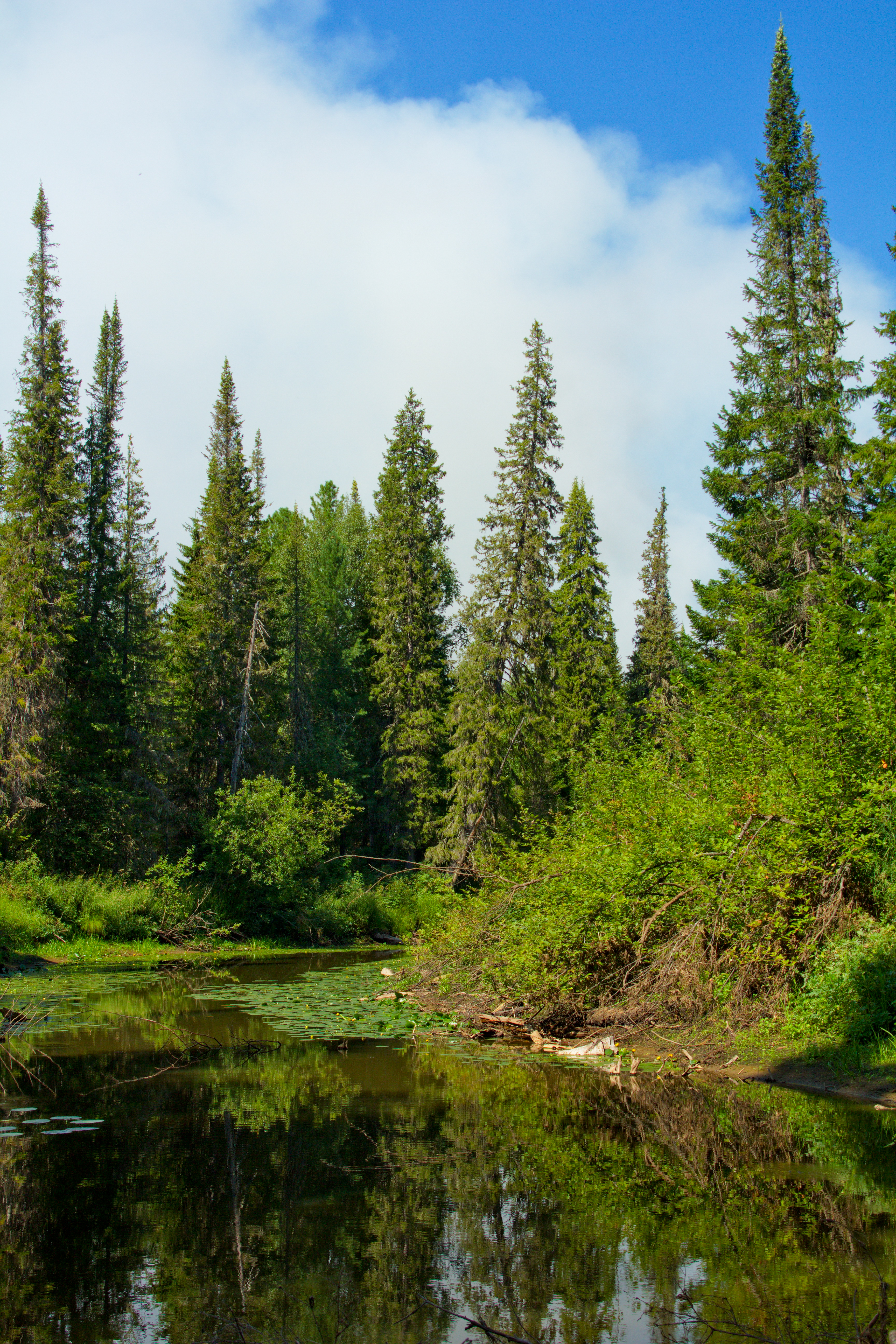
Smrk sibiřský v ruské tajze
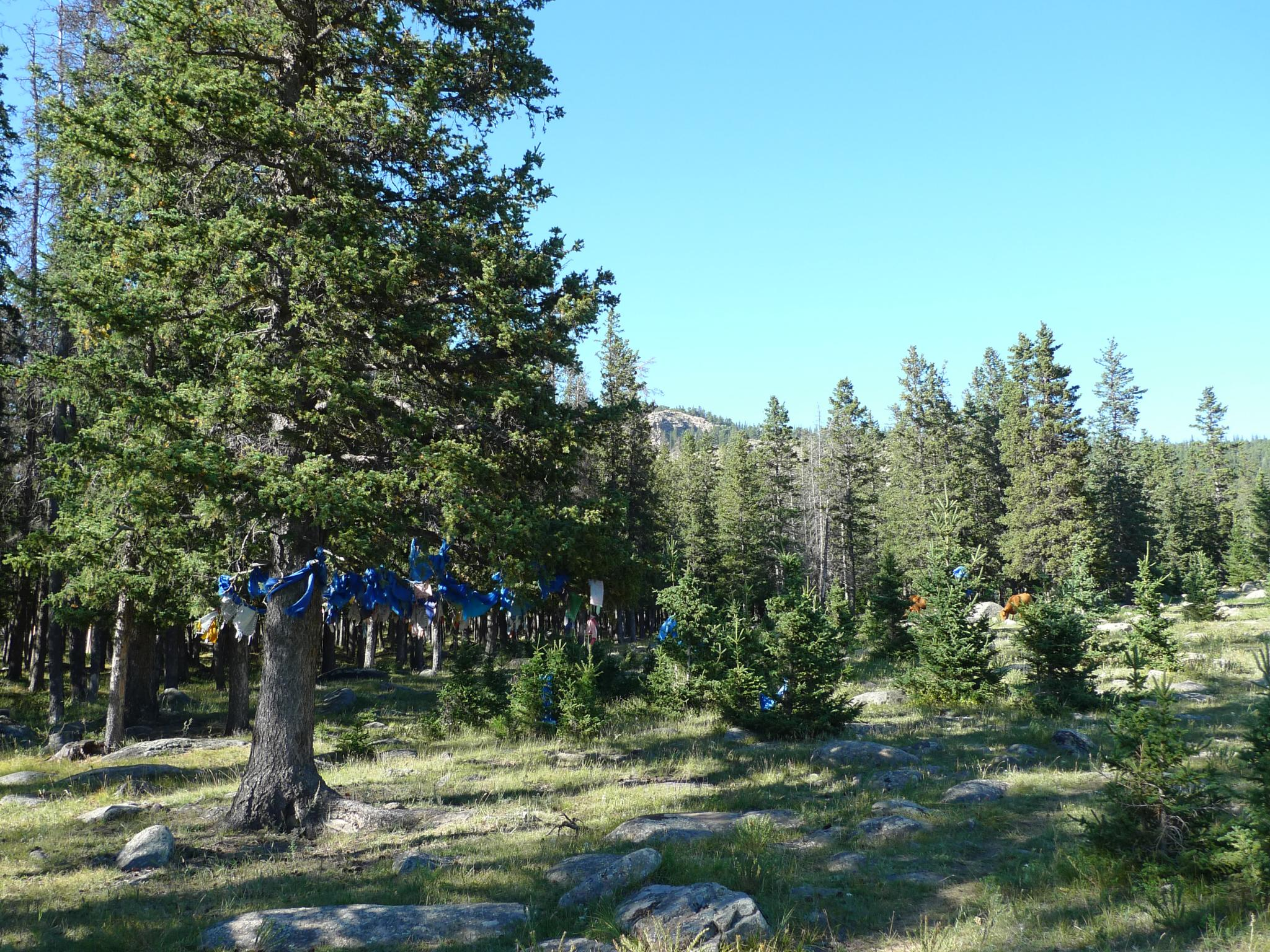
Smrk sibiřský ověnčený modlitebními šátky v Mongolsku